# Середнє царство (Стародавній Єгипет)
25°43′14″ пн. ш. 32°36′37″ сх. д. / 25.720556° пн. ш. 32.610278° сх. д.
Середнє царство — епоха історії Стародавнього Єгипту між 2040 і 1783 (або 1640) до н. е., на яку припадає правління XII–XIII династій фараонів (за Манефоном). Час відносно слабкої централізації Єгипту.

## Історія
Початок епохи Середнього царства в Стародавньому Єгипті єгиптологи відносять до 2040 до н. е., коли фіванський фараон Ментухотеп II повалив владу незалежного правителя Гераклеополя. Фараони XI, і особливо XII династії, зосередили в своїх руках значні людські і матеріальні ресурси країни, відновили загальноєгипетську іригаційну систему, яка існувала ще за часів Стародавнього царства.
Загалом, династії Аменемхетів — Сенусертів (1991—1783 до н. е.), особливо Сенусерту III, вдалось стабілізувати політичну і економічну ситуацію в країні і перетворити Єгипет на сильну державу з потужним військовим і економічним потенціалом. Спираючись на міць єгипетської економіки, XII династія проводила успішну завойовницьку політику. Продовжувалось освоєння Фаюмської оази (системою каналів осушено болото і збудувано палац, відомий грекам як Лабіринт). Значні успіхи були досягнуті в освоєнні Нубії, де були відкриті багаті золоті поклади. Намагаючись зміцнити своє панування на нубійськими золотими копальнями, єгипетські фараони прокладали дороги, будували мережу укріплених поселень-фортець типу Бухену. Північна Нубія перетворилась, фактично, на провінцію Єгипту.
Розширювався єгипетський вплив і у Східному Середземномор'ї, звідки єгиптяни отримували срібло, золото, ліванський кедр. За час правління фараонів XII династії Єгипет перетворився в одну з наймогутніших держав Близького Сходу, а приєднання значних територій супроводжувалось надходженням великої кількості рабів, худоби і матеріальних цінностей. Саме в період Середнього царства виник «середній клас» давньоєгипетського суспільства. Проте експлуатація «царських людей» приводила до ускладнень соціальної ситуації.
Близько 1783 до н. е. соціальні протиріччя призвели, ймовірно, до вибуху народного невдоволення. На короткий час влада перейшла до народу. В країні запанувала анархія. Цією ситуацією скористались гіксоси, які вже мешкали в Нижньому Єгипті, і окупували Дельту. Згодом вони поширили свою владу і на частину Верхнього Єгипту. Епоха Середнього царства в історії Єгипту закінчилась і розпочався період правління гіксосів, який єгиптологи називають Другим перехідним періодом (1640—1552 до н. е.)